# Wandermotiv
Das Wandermotiv ist ein literarisches und bildnerisches Motiv der Romantik, einer europäischen Kunst- und Stilepoche zwischen 1795 und 1848. Oft schwankt der romantische Wanderer in darstellender Kunst und Roman zwischen Fern- und Heimweh, und oft wird der Wanderer auf verschiedenste Weise mit dem christlichen Mittelalter konfrontiert und die von der Zivilisation unberührte Natur wird zur Märchenwelt. Auch wird das Wandern mit einer kritischen Haltung zur gesellschaftlichen Konvention begründet.
Motive sind beispielsweise die Blaue Blume, Fabelwesen wie Feen und Gespenster, sowie Fernweh und Sehnsucht.

## Weitere Wandermotive

### Die Suche
Hier wird die weltoffene Haltung einzelner Figuren auf der Bildungsreise unterstrichen. Auch erscheint es in Zusammenhang mit Stationen der Lebensfahrt und damit Darstellungen der Selbstverwirklichung, der Erfahrungssuche und des Reifens.

### Das Abenteuer
Oft wird es in Verbindung mit dem Motiv des Abenteuers verwendet. Innere Ruhelosigkeit und Suche nach einer göttlichen Ordnung (nachdem das Volk von dem politischen System der Französischen Revolution enttäuscht worden war) tauchen oft in Verbindung mit dem Wanderer auf.
Mit Ausnahme der ritterlichen Helden, der religiösen Sucher und der Spaziergänger, die auf dem Weg einen Überblick über das gesamte Dasein gewinnen, sind Wanderer gewöhnlich vom Widerspruchsgeist gegen das konventionelle Leben zuhause beflügelt. Sie tragen die Züge des reinen Idealisten und des Toren, des Abenteurers und des Denkers, des sehnsüchtigen Taugenichts und des revolutionären Welterneuerers.

## Bedeutung
Das Motiv beinhaltet eine Polarstruktur: Einerseits steht es für ein positiv empfundenes Freiheitsverlangen, andererseits dient es als Warnung vor den Gefahren des ruhelosen Schweifens in der Ferne. Das Motiv ist auch unlösbar mit einzelnen Figuren wie Ahasver, Kain und Odysseus verbunden.

### Beispiele
1. Oft ist die Wanderung erzwungen und der Wanderer irrt heimatlos und suchend umher. So wird z. B. King Lear (Shakespeare) in die Fremde gestoßen und sucht vergeblich Obdach. Das Ausgesetztsein verlangt damit nach einer Neuorientierung des Wanderers und entspricht einer „Vertreibung aus dem Paradies“. Die Wanderung wird zur Prüfung, die den Menschen stählt und läutert.
2. In der Romantik ist die Darstellung des Wanderns viel stärker auf Gefühl bezogen.

Sehnsucht nach dem Unbekannten lässt den Wanderer in die Ferne ziehen. „Er lässt zweckorientierte Vorstellungen der Heimat hinter sich, wird in vielfältige Abenteuer verwickelt, betrachtet die Schönheit der Natur und sieht schließlich das ganze Dasein als eine fortgesetzte Wanderung“ (vgl. dazu auch Der Hobbit von J. R. R. Tolkien).
Im Roman Franz Sternbalds Wanderungen von Ludwig Tieck hat man ein wichtiges Dokument des Motivs innerhalb der deutschen Frühromantik.
Ebenfalls deutlich wird das Wandermotiv in den Liedern eines fahrenden Gesellen (4-teiliger Liederzyklus von Gustav Mahler), worin ein Geselle auf Wanderschaft geht und eine unerfüllte Liebe in seiner Heimat hinter sich lässt. Zudem ist Joseph von Eichendorffs Aus dem Leben eines Taugenichts ein wichtiges Werk aus der Romantik, in dem das Wandermotiv eine zentrale Position innehat.
Vielfach aufgegriffen wurde das Wandermotiv auch vom Komponisten Franz Schubert, etwa im Liedzyklus Winterreise sowie den Liedern Der Wanderer und Der Wanderer an den Mond.